# 內格里萊什蒂鄉 (弗朗恰縣)
45°56′00″N 26°42′00″E / 45.9333°N 26.7°E
內格里萊什蒂鄉（羅馬尼亞語：Comuna Negrilești, Vrancea），是羅馬尼亞的鄉份，位於該國東部，由弗朗恰縣負責管轄，面積35平方公里，海拔高度495米，2002年人口1,832，人口密度每平方公里53人。